# Volkskammerwahl 1990
- VL: 1
- SPD: 88
- Bündnis 90/Grüne: 20
- PDS: 66
- DBD/DFD: 10
- BFD/NDPD: 23
- DSU: 25
- CDU/DA: 167

- Regierung: 303
- Opposition: 97

- Regierung: 196
- Opposition: 204

Die Volkskammerwahl 1990 war die 10. und letzte Wahl zur Volkskammer der DDR und die einzige, die demokratischen Grundsätzen entsprach. Sie fand am 18. März 1990 statt. Ursprünglich für den 6. Mai 1990 vorgesehen, wurde sie im Zuge der friedlichen Revolution nach Verhandlungen der Regierung Modrow mit Vertretern des Zentralen Runden Tisches wegen der Notwendigkeit einer demokratisch legitimierten Regierung um sechs Wochen vorverlegt. Die Amtszeit der Regierung Modrow verkürzte sich dadurch.
Die Wahlbeteiligung betrug 93,4 % bei 12.426.192 Wahlberechtigten. Sieger war das Wahlbündnis Allianz für Deutschland, bestehend aus der ehemaligen Blockpartei CDU mit dem Spitzenkandidaten Lothar de Maizière, der neu gegründeten Deutschen Sozialen Union (DSU, der CSU nahestehend) und dem Demokratischen Aufbruch (DA). DSU-Spitzenkandidat war Hans-Wilhelm Ebeling, beim DA war es Wolfgang Schnur. Drei Tage vor der Wahl machte Der Spiegel Schnurs Tätigkeit als Inoffizieller Mitarbeiter des Ministeriums für Staatssicherheit (MfS) öffentlich.
Die neu gegründete und als Favorit eingeschätzte Sozialdemokratische Partei in der DDR (ursprünglich SDP, zur Wahl als SPD abgekürzt) kam nur auf knapp 22 % der Stimmen. Ihr Spitzenkandidat Ibrahim Böhme wurde später als Inoffizieller Mitarbeiter des MfS enttarnt und 1992 aus der SPD ausgeschlossen.

## Wahlmodus und Wahlverfahren

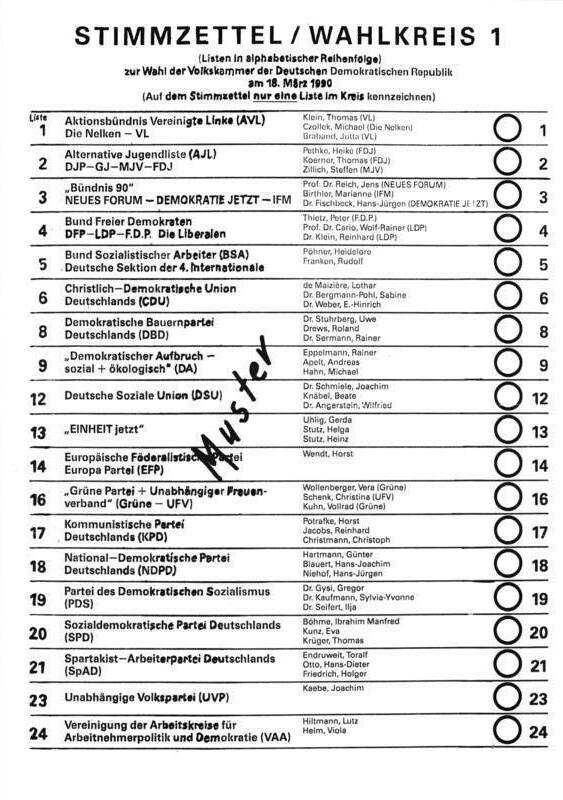
Stimmzettel für den Wahlkreis I (Berlin)

Am 20. Februar 1990 hatte die 9. Volkskammer ein neues Wahlgesetz verabschiedet. Zu vergeben waren demnach 400 Mandate. Es galt ein reines Verhältniswahlrecht ohne Sperrklausel. Listenvereinigungen waren zulässig. Diese Möglichkeit wurde, beispielsweise in Form des Bundes Freier Demokraten, des Bündnis 90, einer Listenvereinigung aus Grünen und Unabhängigem Frauenverband, des Aktionsbündnisses Vereinigte Linke und der Alternativen Jugendliste (AJL), auch genutzt. Die gesamte DDR war ein Wahlgebiet. Die Sitzzuteilung erfolgte nach dem Hare/Niemeyer-Verfahren. Somit konnten Parteien und Wahlvereinigungen bereits ab zirka der einem halben Mandat entsprechenden Stimmenzahl (0,125 %) Abgeordnete in die Volkskammer entsenden.

## Ergebnis
| Partei                | Stimmen    | Prozent | Mandate |
| --------------------- | ---------- | ------- | ------- |
| CDU                   | 4.710.552  | 40,8    | 163     |
| SPD                   | 2.525.473  | 21,9    | 88      |
| PDS                   | 1.892.329  | 16,4    | 66      |
| DSU                   | 727.716    | 6,3     | 25      |
| BFD                   | 608.918    | 5,3     | 21      |
| Bündnis 90            | 336.064    | 2,9     | 12      |
| DBD                   | 251.210    | 2,2     | 9       |
| Grüne/UFV             | 226.921    | 2,0     | 8       |
| DA                    | 106.146    | 0,9     | 4       |
| NDPD                  | 44.296     | 0,4     | 2       |
| DFD                   | 38.190     | 0,3     | 1       |
| AVL (VL & Die Nelken) | 20.340     | 0,2     | 1       |
| AJL                   | 14.615     | 0,1     |         |
| CHRISTLICHE LIGA      | 10.691     | 0,1     |         |
| KPD                   | 8.819      | 0,1     |         |
| USPD                  | 3.891      | 0,0     |         |
| EFP                   | 3.636      | 0,0     |         |
| UVP                   | 3.007      | 0,0     |         |
| DBU                   | 2.534      | 0,0     |         |
| SpAD                  | 2.417      | 0,0     |         |
| Einheit jetzt         | 2.396      | 0,0     |         |
| BSA                   | 386        | 0,0     |         |
| VAA                   | 380        | 0,0     |         |
| Gültige Stimmen       | 11.540.927 | 92,87   |         |
| Ungültige Stimmen     | 63.263     | 0,51    |         |
| Stimmen               | 11.604.190 | 93,38   |         |
| Nichtwähler           | 822.002    | 6,62    |         |
| Wahlberechtigte       | 12.426.192 | 100     |         |

Anmerkungen:
1. ↑  bestehend aus: DJP – GJ – MJV – FDJ

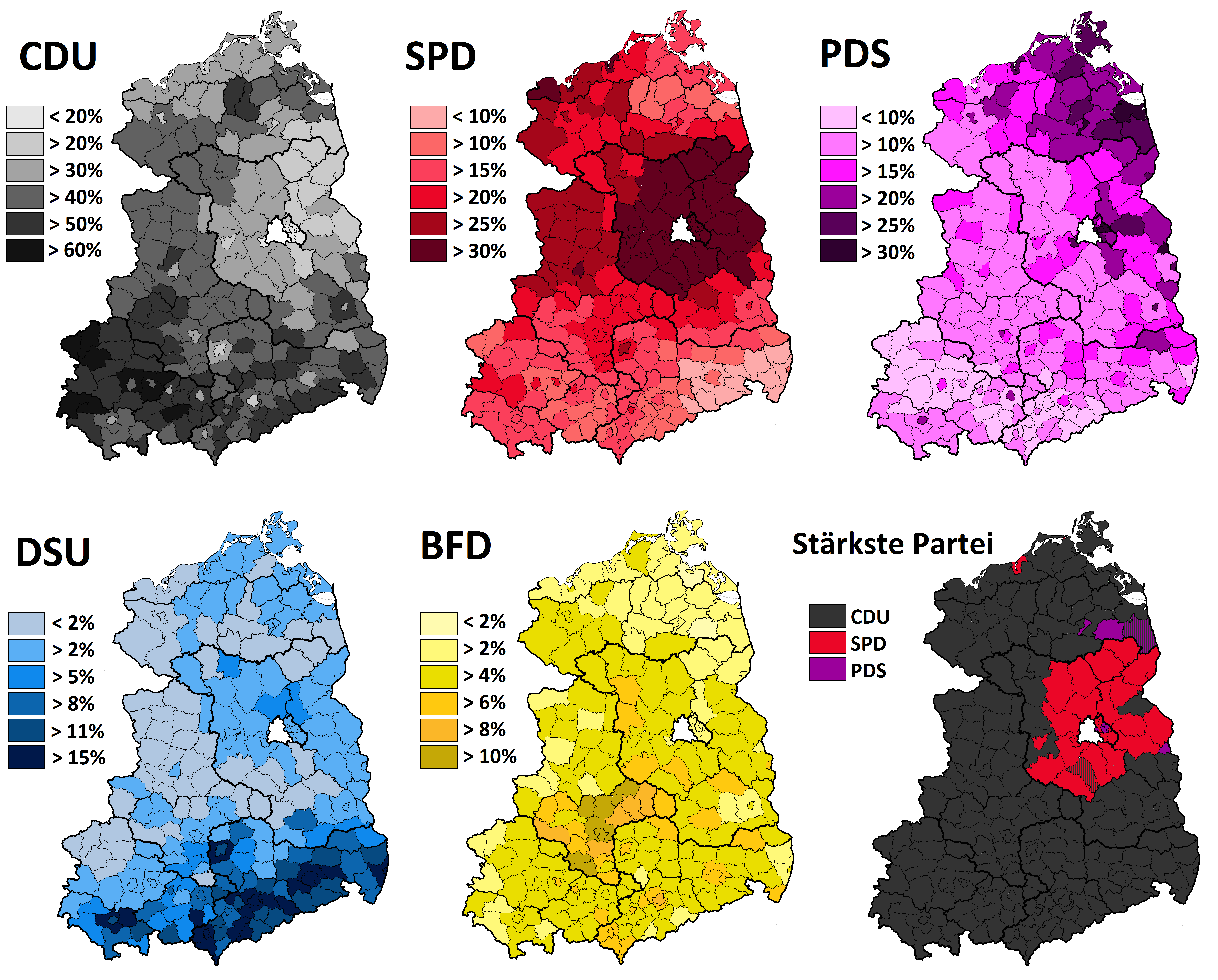
Ergebnisse der wichtigsten Parteien in den Kreisen der Bezirke und den Stadtbezirken von Ost-Berlin

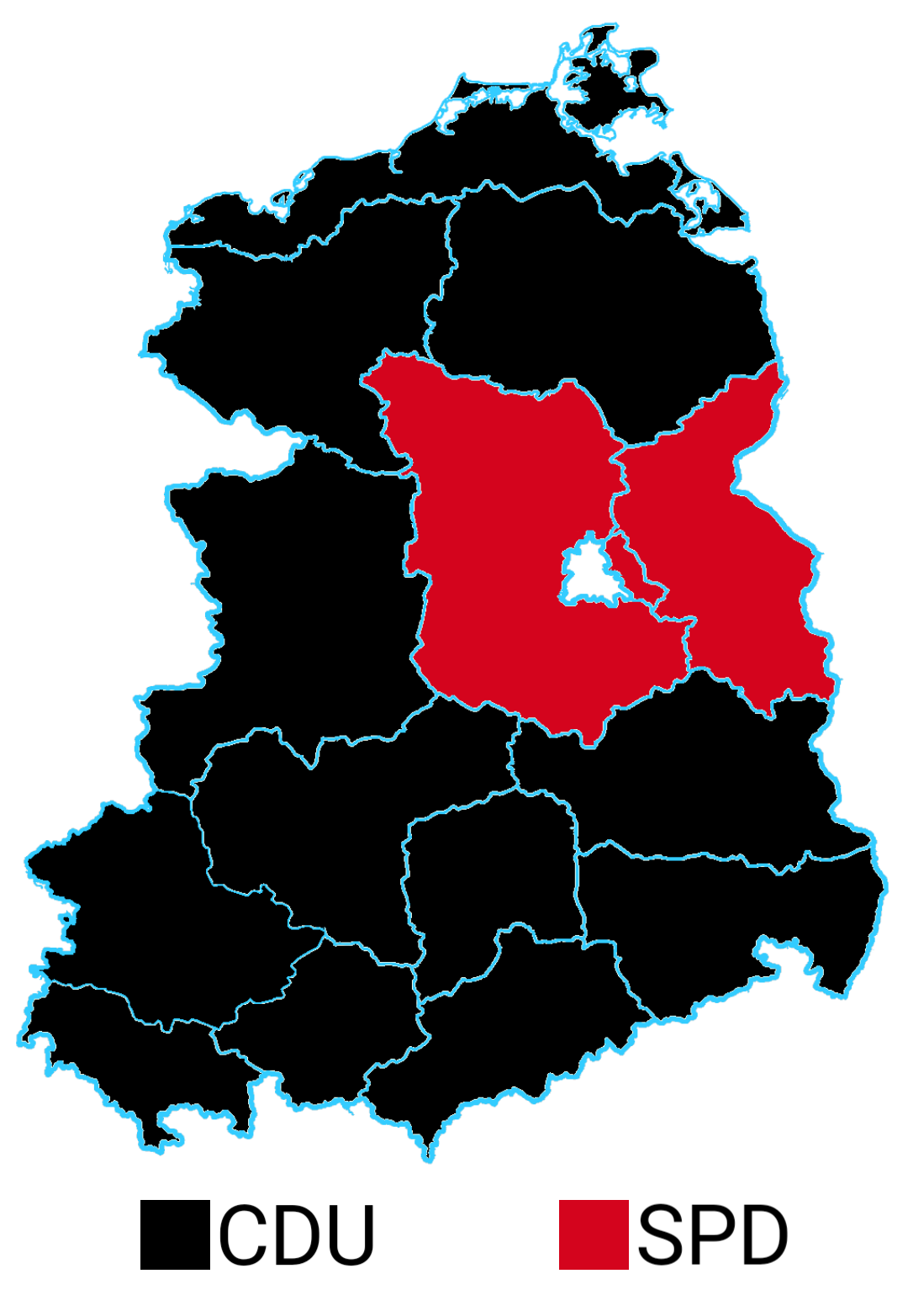
Stärkste Partei in den einzelnen DDR-Bezirken

Die Europa-Union der DDR wurde zur Wahl zugelassen, trat jedoch nicht an.
Ergebnisse in Berlin und den Bezirken
| Ost-Berlin %403020100 34,9 %30,2 %18,3 %6,3 %3,0 %2,7 %2,2 %2,4 % SPDPDSCDUBü90BFDGRÜNEDSUSonst.            | Bezirk Cottbus %50403020100 42,8 %19,3 %17,9 %5,2 %4,8 %3,4 %2,7 %3,9 % CDUSPDPDSBFDDSUDBDBü90Sonst.            |
| Bezirk Dresden %50403020100 45,0 %14,8 %13,8 %9,7 %5,5 %3,7 %2,8 %4,7 % CDUPDSDSUSPDBFDBü90BDBSonst.        | Bezirk Erfurt %6050403020100 56,3 %18,7 %9,9 %4,5 %2,5 %2,1 %1,9 %4,1 % CDUSPDPDSBFDDSUGRÜNEDASonst.            |
| Bezirk Frankfurt (Oder) %403020100 31,9 %27,8 %22,1 %4,2 %3,5 %3,2 %2,9 %4,4 % SPDCDUPDSBFDDSUBü90DBDSonst. | Bezirk Gera %50403020100 48,9 %16,5 %12,5 %8,2 %5,1 %2,6 %2,0 %4,2 % CDUSPDPDSDSUBFDBü90GRÜNESonst.             |
| Bezirk Halle %50403020100 45,1 %20,8 %13,8 %10,0 %2,8 %2,4 %1,8 %3,3 % CDUSPDPDSBFDBü90DSUDBDSonst.         | Bezirk Karl-Marx-Stadt %50403020100 45,0 %15,6 %14,8 %11,3 %6,0 %2,1 %1,6 %3,6 % CDUSPDDSUPDSBFDBü90GRÜNESonst. |
| Bezirk Leipzig %403020100 39,6 %21,5 %14,5 %10,1 %5,4 %3,3 %1,9 %3,7 % CDUSPDPDSDSUBFDBü90GRÜNESonst.       | Bezirk Magdeburg %50403020100 44,2 %27,5 %14,2 %4,4 %2,0 %2,0 %1,9 %3,8 % CDUSPDPDSBFDDSUGRÜNEBü90Sonst.        |
| Bezirk Neubrandenburg %403020100 36,0 %25,8 %21,2 %6,3 %3,0 %2,0 %1,8 %3,9 % CDUPDSSPDDBDBFDDSUGRÜNESonst.  | Bezirk Potsdam %403020100 34,4 %31,2 %16,6 %4,9 %3,8 %2,9 %2,2 %4,0 % SPDCDUPDSBFDBü90DSUDBDSonst.              |
| Bezirk Rostock %403020100 34,3 %24,8 %23,2 %4,4 %3,4 %2,8 %2,7 %4,4 % CDUSPDPDSDBDBFDDSUBü90Sonst.          | Bezirk Schwerin %403020100 39,8 %25,4 %17,8 %4,5 %4,0 %2,5 %2,4 %3,6 % CDUSPDPDSBFDDBDBü90GRÜNESonst.           |
| Bezirk Suhl %6050403020100 50,6 %16,1 %12,6 %8,9 %4,1 %2,3 %1,9 %3,5 % CDUSPDPDSDSUBFDGRÜNEBü90Sonst.       | |

## Wahlprogramme
Erstmals hatten die Bürger die Wahl zwischen Parteien mit unterschiedlichen Zielen und Parteiprogrammen.
Die ‚Allianz für Deutschland‘ stellte ihr Wahlprogramm unter den Titel „Nie wieder Sozialismus“. Kernpunkte waren die Forderung nach der Deutschen Einheit auf Basis des Grundgesetzes, die sofortige Einführung der D-Mark bei einer Umstellung der Sparguthaben im Verhältnis 1 zu 1, Privateigentum und uneingeschränkte Gewerbefreiheit, Abschaffung aller Zugangshindernisse für Investoren aus dem Westen, Aufbau eines sozialen Sicherungsnetzes (Arbeitslosenversicherung, Krankenversicherung, Mitbestimmung, dynamische Rente), ein Sofortprogramm für die Umwelt und eine sichere Energieversorgung sowie die Vereinheitlichung des Rechts mit der Bundesrepublik Deutschland und insbesondere die Abschaffung des politischen Strafrechtes. Weitere Punkte waren die Förderung des Denkmalschutzes, eine Bildungsreform, der Erhalt der Kinderkrippen, die Wiedereinführung der Länder und die Pressefreiheit.
Auf dem ersten Parteitag (22.–25. Februar 1990 in Leipzig) wurden das Grundsatzprogramm der Ost-SPD und ihr Wahlprogramm für die Volkskammerwahl verabschiedet. Kern war die Forderung nach einer ökologisch orientierten sozialen Marktwirtschaft.
Das Wahlprogramm der PDS stand unter dem Titel „Demokratische Freiheit für alle – Soziale Sicherheit für jeden“. Die PDS beschrieb sich als linke/sozialistische Partei, die sich für eine humane Arbeitswelt einsetzt, und eine sozial und ökologisch orientierte Marktwirtschaft anstrebt, die auf der Grundlage hoher Leistungen soziale Sicherheit für alle, insbesondere auch für die sozial Schwachen zum Ziel hat. Daneben thematisierte sie die Forderung nach radikaler Abrüstung in Ost und West, Solidarität zwischen den Menschen und den verantwortungsbewussten Umgang der Menschen mit der Natur. Dabei sollten gesellschaftliche Werte und Leistungen der DDR erhalten bleiben. Darunter verstand die PDS unter anderem das Recht auf Arbeit, das System der Kindereinrichtungen, genossenschaftliches und Volkseigentum in der Wirtschaft und den Antifaschismus und Internationalismus. Zentral waren auch Forderungen nach dem Erhalt des Status quo in Bezug auf die Weiterbeschäftigung der ehemaligen SED-Mitglieder und die Ergebnisse der Bodenreform. Anstelle der deutschen Einheit wurde die Bildung konföderativer Strukturen unter Wahrung der Eigenstaatlichkeit, der schrittweise Übergang zu einem neutralen und entmilitarisierten deutschen Staatenbund im Rahmen der europäischen Einigung gefordert.

## Wahlkampf
Der kurze Wahlkampf stellte die Parteien vor große organisatorische Herausforderungen. Die ursprünglich für den Mai 1990 vorgesehenen Wahlen wurden am 28. Januar 1990 in Verhandlungen zwischen Vertretern des Runden Tisches und der Regierung Modrow auf den 18. März vorverlegt. Damit standen nur sieben Wochen für den Wahlkampf zur Verfügung.
Lediglich die in PDS umbenannte SED verfügte über einen sofort einsatzfähigen Parteiapparat und über umfangreiche finanzielle Mittel. Die wiedergegründete SPD schien die weitaus besten Ausgangsvoraussetzungen zu haben: Insbesondere die sächsischen und thüringischen Gebiete waren zu Zeiten der Weimarer Republik ihre Hochburgen gewesen. Es gab in der DDR (außer im Eichsfeld) keine bedeutenden katholischen Milieus, die den Christdemokraten eine natürliche Basis hätten geben können. Auch deshalb sahen die Wahlprognosen einen klaren Sieg der Sozialdemokraten: Anfang Februar lagen sie bei veröffentlichten 54 Prozent, gefolgt von der PDS mit 12 und der CDU mit 11 Prozent.
Vor einem massiven Dilemma standen die bürgerlichen Parteien: Die 1945 gegründeten liberalen und christdemokratischen Parteien waren Ende der 1940er Jahre zu Blockparteien gleichgeschaltet worden. Diese „Blockflöten“ verfügten zwar über funktionierende Organisationen. An der Fähigkeit dieser Parteien, einen glaubwürdigen Wechsel zu symbolisieren, gab es jedoch erhebliche Zweifel. Die neu gegründeten Gruppen und Bürgerbewegungen verfügten über keine gefestigte Organisation, steckten zum Teil noch mitten in Programmdebatten und verfügten nur über eine minimale Infrastruktur. Für die Unionsparteien kamen zwei weitere Aspekte hinzu: Die CSU hatte mit der DSU einen Partner für die Volkskammerwahl gefunden. Ein Erfolg der DSU hätte die Diskussion um die Vierte Partei und eine bundesweite Ausdehnung der CSU möglicherweise neu entfacht. Und vor allem: Die CDU (Ost) verfügte über den Namen und damit das Markenzeichen der West-CDU. CDU-Ost, DSU und DA schlossen das Wahlbündnis Allianz für Deutschland und drei liberale Parteien das Wahlbündnis Bund Freier Demokraten. Diese Bündnisse, sechs Wochen vor der Wahl geschlossen, mussten in kürzester Zeit gegen die Übermacht der PDS ihren Wahlkampf organisieren.
An vielen Orten hatten Bürgerrechtler durchgesetzt, dass ihnen Geschäftsstellen (vielfach als Häuser der Demokratie) zur Verfügung gestellt wurden. Es fehlte sowohl den neuen Gruppen als auch den Parteien weniger an Infrastruktur als an Erfahrung in Wahlkämpfen. Diese Lücke wurde durch ein massives Engagement der West-Parteien geschlossen.
Alle Parteien im Westen unterstützen ihre Partnerparteien in der DDR in hohem Umfang und konnten damit den organisatorischen Vorsprung der SED/PDS mehr als wettmachen. Die CDU bildete zum Beispiel Kreispartnerschaften: Jeder Landkreis der DDR wurde von einem Kreis in der Bundesrepublik Deutschland unterstützt. Viele West-Mitglieder nahmen Urlaub, um im Wahlkampf die Allianz zu unterstützen.
Entscheidend war aber offenbar nicht die Stärke der Organisation, sondern die Glaubwürdigkeit im Versprechen der Angleichung der wirtschaftlichen Verhältnisse und der Schaffung der staatlichen Einheit. Der CDU-Vorsitzende und Bundeskanzler Helmut Kohl betrieb die Wiedervereinigung offensiv (unter anderem mit seinem Zehn-Punkte-Programm). Der SPD-Kanzlerkandidat Oskar Lafontaine dagegen stand einer Wiedervereinigung skeptisch gegenüber. Er setzte sich im Dezember 1989 für restriktivere Zuzugsbedingungen für Übersiedler ein und veröffentlichte die Schrift Das Lied vom Teilen. Die Debatte über Arbeit und politischen Neubeginn. Er warnte beim SPD-Bundesparteitag am 18. Dezember 1989 in Berlin vor „nationaler Besoffenheit“ und bewertete eine Mitgliedschaft eines vereinten Deutschlands in der NATO als „historischen Schwachsinn“.
Um für diese Position zu werben, fanden annähernd 400 Veranstaltungen mit ca. 80 Spitzenpolitikern der Unionsparteien im Wahlkampf statt. Daneben erfolgten 1.400 Wahlveranstaltungen der Allianz. Thematisiert wurde auch die Unterstützung von Teilen der SPD, den Geraer Forderungen Honeckers nachzugeben und zum Beispiel die Finanzierung der Zentrale Erfassungsstelle der Landesjustizverwaltungen durch die SPD-Länder einzustellen.
Wahlentscheidend war letztlich der Wunsch der Mehrheit der Bevölkerung nach einer wirtschaftlichen und politischen Wiedervereinigung. Deutliches Zeichen hierfür waren die Zahlen der Besucher der Wahlkampfveranstaltungen von Helmut Kohl. Am 20. Februar 1990 jubelten ihm 150.000 Anhänger in Erfurt zu, 200.000 in Chemnitz, weitere hunderttausende folgten in den Großstädten der DDR.
Die Schlussphase des Wahlkampfes wurde durch die Enthüllung der Stasi-Mitarbeit Wolfgang Schnurs durch den Spiegel wenige Tage vor der Wahl bestimmt.
Zu diesen Wahlen, ihrer Vorbereitung und dem Zustand des gesellschaftlichen Umfelds, in dem sie stattfanden, gab es auch kritische Stimmen. Der Schriftsteller Michael Schneider kritisierte die in seinen Augen massive Einmischung der Bundespolitik in den DDR-Wahlkampf unter anderem so:

„Insgesamt wurden rund 40 Millionen DM für den parteipolitischen Werbefeldzug in der DDR verausgabt, davon ein beträchtlicher Teil aus Steuermitteln der Bundesbürger. […] 100.000 Schallplatten und Kassetten mit drei Reden Helmut Kohls […] wurden teils im Einzelversand nach drüben geschickt, teils bei Kohls Wahlkampfauftritten direkt unter seine Leipziger und Erfurter Fans verteilt. […] In Erfurt beispielsweise haben hessische CDUler, die mit acht Omnibussen angekarrt wurden, in einer einzigen Nacht 80.000 Plakate geklebt. […] Die Bundesdeutschen (entdeckten) in der ihnen plötzlich zugänglich gewordenen DDR ein Terrain, auf dem sich ein Stück versäumter Kolonialgeschichte nachholen lässt […].“

Der Bürgerrechtler Jens Reich, einer der Gründer des Neuen Forums, kommentierte 2009 die Frage der Entwicklung der Demokratie in der DDR so:

„Das Bonner Nilpferd ist in einer Massivität gekommen, dass man einfach hilflos war. Im Wahlkampf ist einfach der gesamte Apparatismus des Westens in den Osten gebracht worden. Dem hatten wir nichts entgegenzusetzen. Das waren in die DDR exportierte Westwahlen.“

## Umfragen
|                    | prognostizierte Wahlbeteiligung | CDU  | SPD  | PDS  | DSU | LDP  | FDP | NDPD | DBD | Neues Forum | Grüne Partei | Demokratischer Aufbruch |
| ------------------ | ------------------------------- | ---- | ---- | ---- | --- | ---- | --- | ---- | --- | ----------- | ------------ | ----------------------- |
| M1 (November 1989) | 86 %                            | 10 % | 6 %  | 31 % |     | 23 % |     | 3 %  | 5 % | 17 %        |              |                         |
| M2 (Februar 1990)  | 79 %                            | 13 % | 53 % | 12 % | 2 % | 3 %  |     | 1 %  | 4 % | 3 %         | 2 %          | 2 %                     |
| M3 (März 1990)     | 85 %                            | 22 % | 34 % | 17 % | 7 % | 3 %  | 1 % | 1 %  | 3 % | 1 %         | 3 %          | 2 %                     |

Quelle: 

## Regierungsbildung

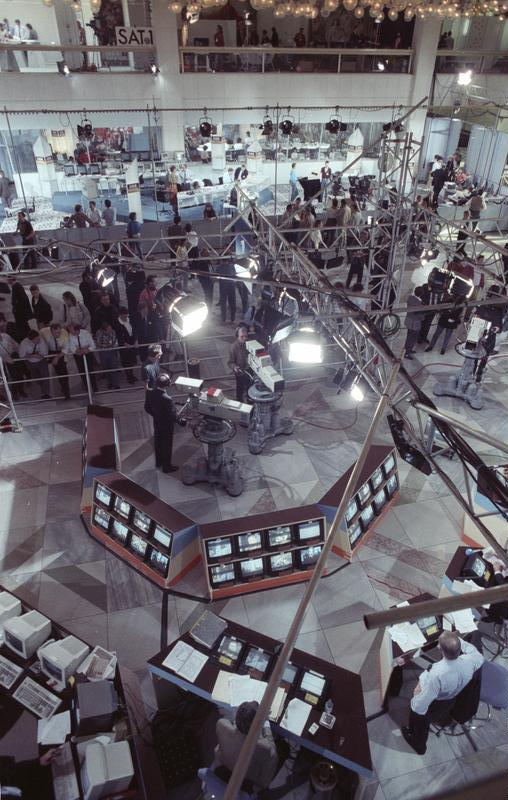
Wahlstudio im Palast der Republik zur Volkskammerwahl 1990

Die neugewählte Volkskammer konstituierte sich am 5. April 1990.
Lothar de Maizière bildete nach langwierigen Verhandlungen eine Große Koalition aus der Allianz, der SPD und den Liberalen (Regierung de Maizière). Am 12. April 1990 wurde er von der Volkskammer mit 265 Stimmen bei 108 Gegenstimmen und 9 Enthaltungen zum Ministerpräsidenten der DDR gewählt. Die Abgeordneten bestätigten danach auch die Regierung de Maizière.
Als Meilensteine der Parlamentstätigkeit gelten die Verabschiedung der Kommunalverfassung der DDR vom 17. Mai 1990, des Verfassungsgrundsätzegesetzes vom 17. Juni 1990 sowie des Vertrages über die Währungs-, Wirtschafts- und Sozialunion mit der Bundesrepublik Deutschland vom 18. Mai 1990, der zum 1. Juli 1990 in Kraft trat.
Am 21. Juni 1990 bildete die Volkskammer einen Sonderausschuss zur Kontrolle der Auflösung des MfS/AfNS; Vorsitzender wurde Joachim Gauck, der dann einer der Initiatoren des Stasi-Unterlagen-Gesetzes war.
Am 23. August 1990 trat die DDR mit Wirkung zum 3. Oktober 1990 der Bundesrepublik bei (gemäß nach Art. 23 GG a.F., siehe Einigungsvertrag), und die Volkskammer löste sich auf. Ihre Legislaturperiode dauerte somit knapp sechs Monate. 144 der 400 Volkskammer-Abgeordneten wurden nach dem 3. Oktober 1990 Bundestagsabgeordnete im 12. Bundestag: 63 von der CDU, 8 von der DSU, 9 von den Liberalen, 33 von der SPD, 7 zusammen vom Bündnis 90 und der Grünen Partei sowie 24 von der PDS. Ihre Mandate endeten, als sich am 20. Dezember 1990, 18 Tage nach der ersten gesamtdeutschen Bundestagswahl, der 12. Bundestag konstituierte.
Am 2. Oktober 1990, dem letzten Tag des Bestehens der DDR, wurde Gauck von der Volkskammer zum Sonderbeauftragten für die personenbezogenen Unterlagen des ehemaligen Staatssicherheitsdienstes der DDR gewählt und am Tag darauf von Bundespräsident Richard von Weizsäcker und Bundeskanzler Helmut Kohl als Sonderbeauftragter der Bundesregierung für die personenbezogenen Unterlagen des ehemaligen Staatssicherheitsdienstes in dieser Funktion bestätigt.

## Trivia
- Mit 44.292 Stimmen (0,4 %) hatte die NDPD zum Zeitpunkt der Wahl mehr Mitglieder (nach eigenen Angaben etwa 110.000[14]) als Wähler.[15]
- Der Wahlausgang war Gegenstand von Diskussionen unter Politikwissenschaftlern.[15] Während Dieter Roth in der Politischen Vierteljahresschrift den hohen Stimmenanteil für die CDU deren klarer Forderung nach der Wiedervereinigung zuschrieb,[16] rückten Carsten Bluck und Henry Kreikenbom in der Zeitschrift für Parlamentsfragen mögliche Parteibindungen in den Vordergrund.[17]
- Das US-Unternehmen Atari stellte für die Wahl 80 Computer zur Verfügung.[18]